# Ладынь
Лады́нь (укр. Лади́нь) — село в Вишневской сельской общине Ковельского района Волынской области Украины.
До 2020 года входило в Любомльский район.
Код КОАТУУ — 0723382601. Население по переписи 2001 года составляет 218 человек. Почтовый индекс — 44357. Телефонный код — 3377. Занимает площадь 0,98 км².